# Deshaun Watson
Deshaun Watson (Gainesville, 14 september 1995) is een Amerikaans American footbalspeler (quarterback) spelend voor de Houston Texans. In 2017 werd hij in de eerste ronde gekozen van de NFL Draft. Hij speelde van 2014 tot 2017 college football aan Clemson University. In zijn derde en laatste jaar op de universiteit won hij samen met zijn team het nationale collegefootballkampioenschap.
In 2021 werd Watson door ruim twintig vrouwelijke massagetherapeuten aangeklaagd wegens seksuele intimidatie en aanranding. Watson heeft alle vergrijpen ontkend, wel trof hij een schikking bij twintig claims wegens seksueel wangedrag.

## Jeugd
Deshaun speelde tijdens zijn middelbareschoolcarrière voor Gainesville High School. Tijdens zijn eerste jaar op de school wist hij de basisplaats te veroveren van een drie jaar oudere teamgenoot, waardoor Watson de eerste freshman (eerstejaars student) ooit werd die quarterback mocht spelen voor het team van coach Bruce Miller. Tijdens zijn middelbareschoolcarrière verbrak Watson alle records die in de staat Georgia waren gevestigd: zo verbrak hij onder meer het touchdownrecord (218), het record passing yards (13.077) en het record totale yards (17.134). Watson kreeg tijdens zijn tijd op de middelbare school beurzen aangeboden van alle grote universiteiten in het land. Hij koos uiteindelijk voor Clemson University, die hem gesteund had toen zijn moeder de diagnose mondkanker kreeg.

## Universitaire carrière

### Freshmanseizoen
Tijdens zijn eerste jaar op Clemson kreeg Watson te horen dat hij de back-up zou worden van quarterback Cole Stoudt, echter vanwege het matige spel van Stoudt kreeg Watson in de eerste wedstrijd van het seizoen 2014 al de kans om te spelen. Zijn eerste worp resulteerde in een touchdown, waarna Watson de wedstrijd af mocht maken. Watson speelde een indrukwekkende wedstrijd en kreeg van coach Dabo Swinney te horen dat hij het gehele seizoen mocht spelen. In de eerste wedstrijd waarin hij volledig mocht starten verbrak Watson het schoolrecord voor meeste yards (435) en touchdowns (6). Op 11 oktober 2014 tijdens een wedstrijd tegen Louisville brak Watson een bot in zijn rechterhand waardoor hij de wedstrijd niet kon afmaken. Watson miste vervolgens drie wedstrijden maar keerde tijdens de wedstrijd tegen Georgia Tech weer terug. Een week later tijdens een wedstrijd tegen de grote rivaal South Carolina, scheurde Watson zijn voorste kruisband af, hij bleef echter spelen en won op miraculeuze wijze de wedstrijd ook nog eens. Nadat bekend werd gemaakt dat zijn kruisband was gescheurd, werd Watson vervangen door Cole Stoudt waarmee zijn eerste seizoen eindigde.

### Sophomoreseizoen
Na volledig te zijn hersteld van zijn blessure keerde Watson tijdig terug voor het begin van het seizoen 2015. Watson leidde de Clemson Tigers naar een ongeslagen, 12-0 seizoen. In de bekerwedstrijd tegen North Carolina wist Watson vijf touchdowns te verzamelen, waardoor de wedstrijd met 45-37 werd gewonnen. De Tigers werden vervolgens gekozen om mee te spelen in de College Football Playoff, waar ze het moesten opnemen tegen de Oklahoma Sooners, onder leiding van quarterback Baker Mayfield. Watson scoorde twee touchdowns en verzamelde 189 yards waardoor de wedstrijd met 37-17 werd gewonnen. In de finale van de play-offs moesten Watson en de Tigers het opnemen tegen de Alabama Crimson Tide, dat in de voorgaande zeven jaar vijf keer de titel won. In de wedstrijd tegen de Crimson Tide verzamelde Watson 478 yards, waarmee hij het record verbrak van het meeste aantal yards in een finale. Desondanks verloren de Tigers de wedstrijd met 45-40. Watson werd tijdens zijn sophomoreseizoen de enige quarterback in college football tot dan toe, die 4000 passing yards en 1000 rushing yards had verzameld in één seizoen. Nick Saban, de coach van de Alabama Crimson Tide, noemde Watson de beste quarterback die hij ooit had zien spelen.

### Juniorseizoen
Nog voordat zijn derde seizoen moest beginnen noemden vele experts Watson al de grote favoriet om de Heismantrofee te winnen, ook werden de Clemson Tigers, waarvan vele ervaren spelers hun vertrek naar de NFL uitstelden, gezien als de grote favoriet om het nationale kampioenschap te winnen. In de eerste wedstrijd van het seizoen werd met 19-13 nipt gewonnen van de Auburn Tigers, Watson had 1 touchdown en 1 interceptie. Vervolgens werd gewonnen van Louisville, dat met Lamar Jackson een zeer sterke tegenstander vormde, en Florida State. Op 5 november 2016 tijdens een wedstrijd tegen Syracuse raakte Watson geblesseerd aan zijn schouder, hij kon de wedstrijd, die wel gewonnen werd, niet afmaken. Twee weken later tijdens een wedstrijd tegen South Carolina keerde hij terug. Watson verzamelde 347 yards en scoorde zes touchdowns. De wedstrijd werd met 54-7 gewonnen.
In het najaar van 2016 werd Watson de eerste speler sinds Jason White, die de Davey O'Brien Award twee keer achter elkaar wist te winnen. Ook werd Watson uitgeroepen tot de winnaar van de Johnny Unitas Golden Arm Award. Voor de tweede keer in zijn carrière werd Watson verkozen tot Heismanfinalist. Hij zou deze prijs echter mislopen: Lamar Jackson van Louisville University werd verkozen tot de winnaar.
Voor het tweede achtereenvolgende jaar werd Clemson uitgekozen om mee te spelen in de College Football Playoff. Dit keer moesten ze het opnemen tegen de Ohio State Buckeyes, een favoriet voor de eindwinst. Clemson won de wedstrijd echter met 31-0. In de finale van het College Football Playoff-toernooi moesten Watson en de Tigers het opnemen tegen een oude bekende, namelijk de Alabama Crimson Tide. In een zeer spannende finale met nog 1 seconde op de klok wist Watson een touchdown te scoren waardoor de Clemson Tigers voor het eerst in 33 jaar het toernooi weer eens wisten te winnen. Na de wedstrijd kondigde Watson, samen met zijn teamgenoten Wayne Gallman, Artavis Scott en Mike Williams aan zich verkiesbaar te zullen stellen voor de NFL Draft van 2017.

## Professionele carrière

### 2017
Tijdens de NFL Draft van 2017 werd Watson met de twaalfde pick gekozen door de Houston Texans, die van plek hadden geruild met de Cleveland Browns. Watson was na Mitchell Trubisky en Patrick Mahomes de derde quarterback die werd gekozen in de Draft. Op 12 mei 2017 tekende Watson een vierjarig contract waarmee hij 13 miljoen dollar ging verdienen, plus 8 miljoen dollar aan bonussen bij bepaalde prestaties. Watson maakte tijdens de eerste wedstrijd van het seizoen 2017 zijn debuut. Hij verving Tom Savage, die tijdens het trainingskamp nog was gekozen als de startende quarterback. Watson scoorde in het derde kwart zijn eerste touchdown door een pass naar wide receiver en voormalig Clemson Tiger DeAndre Hopkins. De Texans verloren uiteindelijk de wedstrijd met 29-7. Watson werd na de wedstrijd door coach Bill O'Brien gekozen als de startende quarterback. In zijn eerste wedstrijd als startende quarterback wist Watson gelijk indruk te maken, hij verzamelde 125 yards en scoorde een touchdown waardoor de Texans de wedstrijd tegen de Cincinnati Bengals wisten te winnen. Een week later moesten de Texans het opnemen tegen de regerende Super Bowlkampioen New England Patriots. Watson eindigde de wedstrijd met 301 passing yards en twee touchdowns. Ook gooide hij twee intercepties. De Texans verloren de wedstrijd met 36-33. In week 4 van het seizoen namen de Texans het op tegen de Tennessee Titans, Watson verzamelde 283 yards en scoorde vier touchdowns. De Texans wonnen de wedstrijd en Watson werd na de wedstrijd verkozen tot Rookie of the Week. Na de volgende twee wedstrijden werd hij verkozen tot speler van de maand. Op 2 november 2017 tijdens een training scheurde Watson voor de tweede keer zijn kruisband waarmee zijn eerste seizoen in de NFL voorbij was. Op 8 november onderging Watson een succesvolle operatie waarna hij kon beginnen met zijn herstel.

#### Statistieken[4]
| Year | Team | G | GS | Passing | Passing | Passing | Passing | Passing | Passing | Passing | Passing | Rushing | Rushing | Rushing | Rushing | Sacked | Sacked | Fumbles | Fumbles |
| Year | Team | G | GS | Att     | Comp    | Pct     | Yds     | Y/A     | TD      | Int     | Rtg     | Att     | Yds     | Avg     | TD      | Sack   | YdsL   | Fum     | FumL    |
| ---- | ---- | - | -- | ------- | ------- | ------- | ------- | ------- | ------- | ------- | ------- | ------- | ------- | ------- | ------- | ------ | ------ | ------- | ------- |
| 2017 | HOU  | 7 | 6  | 204     | 126     | 61.8    | 1699    | 8.3     | 19      | 8       | 103.0   | 36      | 269     | 7.5     | 2       | 19     | 116    | 3       | 1       |

### 2022
Watson tekende een contract voor 5 seizoenen bij de Cleveland Browns waarmee hij jaarlijks 46 miljoen dollar aan salaris gaat verdienen.

## Privéleven
Watson is een christen. In 2004, toen Watson 11 jaar was, schonk voormalig NFL-running back Warrick Dunn Watsons familie een nieuw huis. In 2017, nadat orkaan Harvey een groot gedeelte van Houston had vernield, schonk Watson zijn eerste salaris aan twee kantinemedewerkers wier huizen waren vernietigd door de storm. Via social media kreeg Watson veel complimenten om dit gebaar.
Watson is door 23 vrouwen aangeklaagd wegens seksueel overschrijdend gedrag dat zich afspeelde in 2020 en 2021.